# Artifex Mundi
Artifex Mundi – polskie studio deweloperskie założone przez Tomasza Grudzińskiego w roku 2006, specjalizujące się w wydawaniu, produkowaniu i współprodukowaniu gier na platformy: Android, iOS, Windows Phone, PC, Mac, Linux, Xbox One, Switch, PlayStation 4.

## Historia
Przedsiębiorstwo zostało założone przez Tomasza Grudzińskiego w roku 2006, początkowo zatrudniając 10 osób w niewielkim biurze w Zabrzu. W roku 2018 r. liczba pracowników doszła do niemal 160 osób. Początkowo spółka tworzyła gry pod zlecenie wydawców, w 2011 r. na rynku pojawiła się pierwsza w zupełności samodzielna produkcja studia, Enigmatis: The Ghosts of Maple Creek.
W roku 2016 r. spółka zadebiutowała na warszawskiej Giełdzie Papierów Wartościowych.

## Wydane gry
Źródło.
| Rok                  | Tytuł                                            | Wydawca         | Producent                        |
| -------------------- | ------------------------------------------------ | --------------- | -------------------------------- |
| 27 kwietnia 2008     | Arctic Racer                                     | Artifex Mundi   | Artifex Mundi                    |
| 1 marca 2010         | Maluch Racer 3                                   | Play-publishing | Artifex Mundi                    |
| 1 września 2010      | Hospital Haste                                   | Artifex Mundi   | Artifex Mundi                    |
| 8 października 2010  | Tajemnice Czasu: Dziedzictwo                     | Artifex Mundi   | Artifex Mundi                    |
| 1 września 2011      | Haunted Domains                                  | Alawar          | Artifex Mundi                    |
| 4 listopada 2011     | Tajemnice Czasu 2                                | Artifex Mundi   | Artifex Mundi                    |
| 28 października 2012 | Otchłań: Upiory Edenu                            | Artifex Mundi   | Artifex Mundi                    |
| 13 stycznia 2013     | Tajemnice Czasu 3: Ostatnia Zagadka              | Artifex Mundi   | Artifex Mundi                    |
| 5 stycznia 2014      | Nightmares from the Deep: The Cursed Heart       | Artifex Mundi   | Artifex Mundi                    |
| 3 kwietnia 2014      | Abyss: The Wraiths of Eden                       | Artifex Mundi   | Artifex Mundi                    |
| 24 kwietnia 2014     | Clockwork Tales: Of Glass and Ink                | Artifex Mundi   | Artifex Mundi                    |
| 15 maja 2014         | Nightmares from the Deep 2: The Siren's Call     | Artifex Mundi   | Artifex Mundi                    |
| 5 czerwca 2014       | Enigmatis 2: The Mists of Ravenwood              | Artifex Mundi   | Artifex Mundi                    |
| 5 czerwca 2014       | 300 Dwarves                                      | Viva Media, Inc | Artifex Mundi                    |
| 10 lipca 2014        | 9 Clues: The Secret of Serpent Creek             | Artifex Mundi   | Tap It Games                     |
| 31 lipca 2014        | Time Mysteries 2: The Ancient Spectres           | Artifex Mundi   | Artifex Mundi                    |
| 21 sierpnia 2014     | Grim Legends: The Forsaken Bride                 | Artifex Mundi   | Artifex Mundi                    |
| 11 września 2014     | Time Mysteries 3: The Final Enigma               | Artifex Mundi   | Artifex Mundi                    |
| 2 października 2014  | Left in the Dark: No One on Board                | Artifex Mundi   | Moonrise Interactive             |
| 16 października 2014 | Engimatis: The Ghosts of Maple Creek             | Artifex Mundi   | Artifex Mundi                    |
| 28 października 2014 | Dark Arcana: The Carnival                        | Artifex Mundi   | Artifex Mundi                    |
| 4 grudnia 2014       | Demon Hunter: Chronicles from Beyond             | Artifex Mundi   | Brave Giant LTD                  |
| 29 stycznia 2015     | Nightmares From The Deep 3: Davy Jones           | Artifex Mundi   | Artifex Mundi                    |
| 26 lutego 2015       | Time Mysteries: Inherintance – Remastered        | Artifex Mundi   | Artifex Mundi                    |
| 26 marca 2015        | Grim legeds 2: Song of the Dark Swan             | Artifex Mundi   | Artifex Mundi                    |
| 23 kwietnia 2015     | Mind Snares: Alice's Journey                     | Artifex Mundi   | World-Loom                       |
| 23 lipca 2015        | 9 Clues 2: The Ward                              | Artifex Mundi   | Tap It Games                     |
| 10 września 2015     | Queen's Quest: Tower of Darkness                 | Artifex Mundi   | Brave Giant LTD                  |
| 24 września 2015     | Dark Heritage: Guardians of Hope                 | Artifex Mundi   | World Loom, The House of Fables  |
| 8 października 2015  | Fairy Tale Mysteries 2: The Beanstalk            | Artifex Mundi   | GoGII Games                      |
| 5 listopada 2015     | The Secret Order 2: Masked Intent                | Artifex Mundi   | Sunward Games                    |
| 3 grudnia 2015       | Vampire Legends: The True Story of Kisilova      | Artifex Mundi   | Organic 2 Digital Studio         |
| 7 stycznia 2016      | Fairy Tale Mysteries: The Puppet Thief           | Artifex Mundi   | The House of Fables, GoGII Games |
| 28 stycznia 2016     | Eventide: Slavic Fable                           | Artifex Mundi   | The House of Fables              |
| 18 lutego 2016       | The Emerald Maiden: Symphony of Dreams           | Artifex Mundi   | GoGII Games                      |
| 10 marca 2016        | The Secret Order 3: Ancient Times                | Artifex Mundi   | Sunward Games                    |
| 7 kwietnia 2016      | Tibetan Quest: Beyond the World's End            | Artifex Mundi   | Brave Giant LTD                  |
| 21 kwietnia 2016     | Mythic Wonders: The Philosopher's Stone          | Artifex Mundi   | Organic 2 Digital Studio         |
| 12 maja 2016         | Princes Isabella: The Rise of an Heir            | Artifex Mundi   | GoGII Games, World-Loom          |
| 2 czerwca 2016       | Grim Legends 3: The Dark City                    | Artifex Mundi   | Artifex Mundi                    |
| 14 lipca 2016        | Crime Secrets: Crimson Llily                     | Artifex Mundi   | One More                         |
| 21 lipca 2016        | Demon Hunter 2: New Chapter                      | Artifex Mundi   | Brave Giant LTD                  |
| 11 sierpnia 2016     | Enigmatis 3: The Shadow of Karkhala              | Artifex Mundi   | Artifex Mundi                    |
| 1 września 2016      | Agent Walker: Secret Journey                     | Artifex Mundi   | Brave Giant LTD                  |
| 22 września 2016     | The Secret Order 4: Beyond Time                  | Artifex Mundi   | Sunward Games                    |
| 13 października 2016 | Eventide 2: The Sorcerer's Mirror                | Artifex Mundi   | The House of Fables              |
| 10 listopada 2016    | Lost Grimoires: Stolen Kingdom                   | Artifex Mundi   | World-Loom                       |
| 1 grudnia 2016       | Demon Hunter 3: Revelation                       | Artifex Mundi   | Brave Giant LTD                  |
| 15 grudnia 2016      | Endless Fables: The Minotaur's Curse             | Artifex Mundi   | Sunward Games                    |
| 19 stycznia 2017     | Faces of Illusion: The Twin Phantoms             | Artifex Mundi   | Moonrise Interactive             |
| 9 lutego 2017        | Queen's Quest 2: Stories of Forgotten Past       | Artifex Mundi   | Brave Giant LTD                  |
| 9 marca 2017         | Lost Grimoires 2: Shard of Mystery               | Artifex Mundi   | World-Loom                       |
| 6 kwietnia 2017      | The Secret Order 5: The Buried Kingdom           | Artifex Mundi   | Sunward Games                    |
| 27 kwietnia 2017     | Queen's Quest 3: The End of Dawn                 | Artifex Mundi   | Brave Giant LTD                  |
| 18 maja 2017         | Ghost Files: The Face of Guilt                   | Artifex Mundi   | Brave Giant LTD                  |
| 8 czerwca 2017       | Scarlett Mysteries: Cursed Child                 | Artifex Mundi   | World-Loom                       |
| 29 czerwca 2017      | Persian Nights: Sands of Wonder                  | Artifex Mundi   | Sodigital                        |
| 20 lipca 2017        | Tiny Tales: Heart of the Forest                  | Artifex Mundi   | Brave Giant LTD                  |
| 10 sierpnia 2017     | The Myth Seekers: The Legacy of Vulcan           | Artifex Mundi   | Sunward Games                    |
| 21 sierpnia 2017     | The Secret Order 6: Bloodline                    | Artifex Mundi   | Sunward Games                    |
| 28 września 2017     | Eventide 3: Legacy of Legends                    | Artifex Mundi   | The House of Fables              |
| 19 października 2017 | Modern Tales: Age of Invention                   | Artifex Mundi   | Orchid Games                     |
| 16 listopada 2017    | Endless Fables 2: Frozen Path                    | Artifex Mundi   | Sunward Game                     |
| 14 grudnia 2017      | Lost Grimoires 3: The Forgotten Well             | Artifex Mundi   | World-Loom                       |
| 25 stycznia 2018     | Nori Chronicles: City of Crime                   | Artifex Mundi   | Brave Giant LTD                  |
| 22 lutego 2018       | Demon Hunter 4: Riddles of Light                 | Artifex Mundi   | Brave Giant LTD                  |
| 22 marca 2018        | Chronicles of Magic: Divided Kingdoms            | Artifex Mundi   | The House of Fables              |
| 26 kwietnia 2018     | Queen's Quest 4: Sacred Truce                    | Artifex Mundi   | Brave Giant LTD                  |
| 31 maja 2018         | Kingmaker: Rise to the Throne                    | Artifex Mundi   | Cordelia Games                   |
| 19 lipca 2018        | Endless Fables 3: Dark Moor                      | Artifex Mundi   | Sunward Games                    |
| 30 sierpnia 2018     | Path of Sin: Greed                               | Artifex Mundi   | Cordelia Games                   |
| 21 września 2018     | My Brother Rabbit                                | Artifex Mundi   | Artifex Mundi                    |
| 18 października 2018 | Dreamwalker: Never Fall Asleep                   | Artifex Mundi   | Artifex Mundi                    |
| 17 stycznia 2019     | Skyland: Heart of the Mountain                   | Artifex Mundi   | Artifex Mundi                    |
| 28 lutego 2019       | The Secret Order 7: Shadow Breach                | Artifex Mundi   | Artifex Mundi                    |
| 4 kwietnia 2019      | Demon Hunter 5: Ascendance                       | Artifex Mundi   | Artifex Mundi                    |
| 16 maja 2019         | Irony Curtain: From Matryoshka with Love         | Artifex Mundi   | Artifex Mundi                    |
| 13 czerwca 2019      | The Myth Seekers 2: The Sunken City              | Artifex Mundi   | Artifex Mundi                    |
| 18 lipca 2019        | Queen's Quest 5: Symphony of Death               | Artifex Mundi   | Artifex Mundi                    |
| 29 sierpnia 2019     | Uncharted Tides: Port Royal                      | Artifex Mundi   | Artifex Mundi                    |
| 3 października 2019  | Endless Fables 4: Shadow Within                  | Artifex Mundi   | Artifex Mundi                    |
| 14 listopada 2019    | Ghost Files 2: Memory of a Crime                 | Artifex Mundi   | Artifex Mundi                    |
| 10 grudnia 2019      | Yuletide Legends: Who Framed Santa Claus         | Artifex Mundi   | Artifex Mundi                    |
| 30 stycznia 2020     | The Secret Order 8: Return to the Buried Kingdom | Artifex Mundi   | Artifex Mundi                    |
| 26 marca 2020        | Family Mysteries: Poisonous Promises             | Artifex Mundi   | Artifex Mundi                    |
| 30 kwietnia 2020     | Family Mysteries 2: Echoes of Tomorrow           | Artifex Mundi   | Artifex Mundi                    |

## Gry free to play[6]
| Rok              | Tytuł        | Wydawca           | Producent     | Platforma |
| ---------------- | ------------ | ----------------- | ------------- | --------- |
| 15 lutego 2018   | Tiny Dragons | Mindstorm Studios | Artifex Mundi | Android   |
| 9 listopada 2017 | Bladebound   | Artifex Mundi     | Artifex Mundi | Android   |

## Wydane ścieżki dźwiękowe[4]
| rok  | Oryginalne ścieżki dźwiękowe | Wydawca       |
| ---- | ---------------------------- | ------------- |
| 2018 | My Brother Rabbit            | Artifex Mundi |

## Wydane artbooki[4]
| rok               | Artbooki                             |
| ----------------- | ------------------------------------ |
| 22 listopada 2017 | Eventide 2: Sorcerer's Mirror        |
| 30 listopada 2017 | Grim Legends 3: The Dark City        |
| 30 listopada 2017 | Enigmatis 3 – The Shadow of Karkhala |
| 25 września 2018  | My Brother Rabbit                    |